# Mike McParland
Michael James „Mike“ McParland (* 8. November 1958 in North Bay, Ontario) ist ein ehemaliger kanadischer Eishockeyspieler und derzeitiger -trainer, der unter anderem in der Deutschen Eishockey Liga und der Schweizer National League A tätig war.

## Karriere
McParland war zunächst während seiner Juniorenzeit für die unterklassigen North Bay Trappers aktiv, ehe er von 1976 bis 1978 in der Ontario Major Junior Hockey League für die Sudbury Wolves aufs Eis ging. Anschließend spielte er für die Eishockeymannschaft der University of Guelph, mit der er in der Folgezeit zahlreiche mannschaftliche und individuelle Erfolge feierte. Nachdem der ungedraftete Linksschütze die Saison 1979/80 teilweise ebenfalls im Trikot der Cambridge Hornets mit Spielbetrieb in der Continental Senior A Hockey League absolviert hatte, wagte der kanadische Stürmer 1980 den Sprung nach Europa und agierte in der Folge ein Jahr beim niederländischen Erstligisten IJHC Assen. Die Saison 1981/82 bestritt McParland beim EC Salzburg in der österreichischen Eishockey-Liga.
Es folgten Engagements bei den Schweizer Nationalliga-B-Clubs SC Rapperswil-Jona, HC La Chaux-de-Fonds und EHC Chur. Dort war der Kanadier in der Saison 1985/86 erfolgreichster Scorer der zweithöchsten Spielklasse und eine Saison später belegte er den dritten Rang in der Topscorerliste. Im Verlauf der Saison 1988/89 ließ er seine aktive Karriere beim EHC Chur ausklingen, für den er in zwei Partien fünf Tore erzielte und in derselben Saison außerdem Cheftrainer des Teams war.
Er war nach seiner Zeit als Spieler von 2003 bis 2005 bei den Kassel Huskies als Trainer aktiv und trainierte ebenso zur Saison 2007/08 den EHC Basel. Zuvor war er in den neunziger Jahren bei zahlreichen Teams in der Nationalliga B als Cheftrainer tätig. Mit beiden Mannschaften spielte er erfolglos gegen den Abstieg in der jeweiligen höchsten Spielklasse. 2009 übernahm McParland den Cheftrainerposten bei den Nipissing Lakers, die Eishockeymannschaft der Nipissing University, in der Canadian Interuniversity Sport.

## Erfolge und Auszeichnungen
| - 1976 OPJHL-Meister mit den North Bay Trappers - 1976 Topscorer der OPJHL-Playoffs - 1978 OUAA First All-Star Team - 1979 OUAA-Meister mit der University of Guelph - 1979 OUAA First All-Star Team - 1979 Topscorer der OUAA - 1980 OUAA-Meister mit der University of Guelph | - 1980 OUAA First All-Star Team - 1980 Topscorer der OUAA - 1981 Topscorer der niederländischen Eredivisie - 1986 Topscorer der Nationalliga B - 1990 Aufnahme in die University of Guelph Hall of Fame - 1995 Aufnahme in die North Bay Sports Hall of Fame |